# Peščeni Vrh
Peščeni Vrh este o localitate din comuna Cerkvenjak, Slovenia, cu o populație de 108 locuitori.